# Kanye (Botswana)
Pour les articles homonymes, voir Kanye.

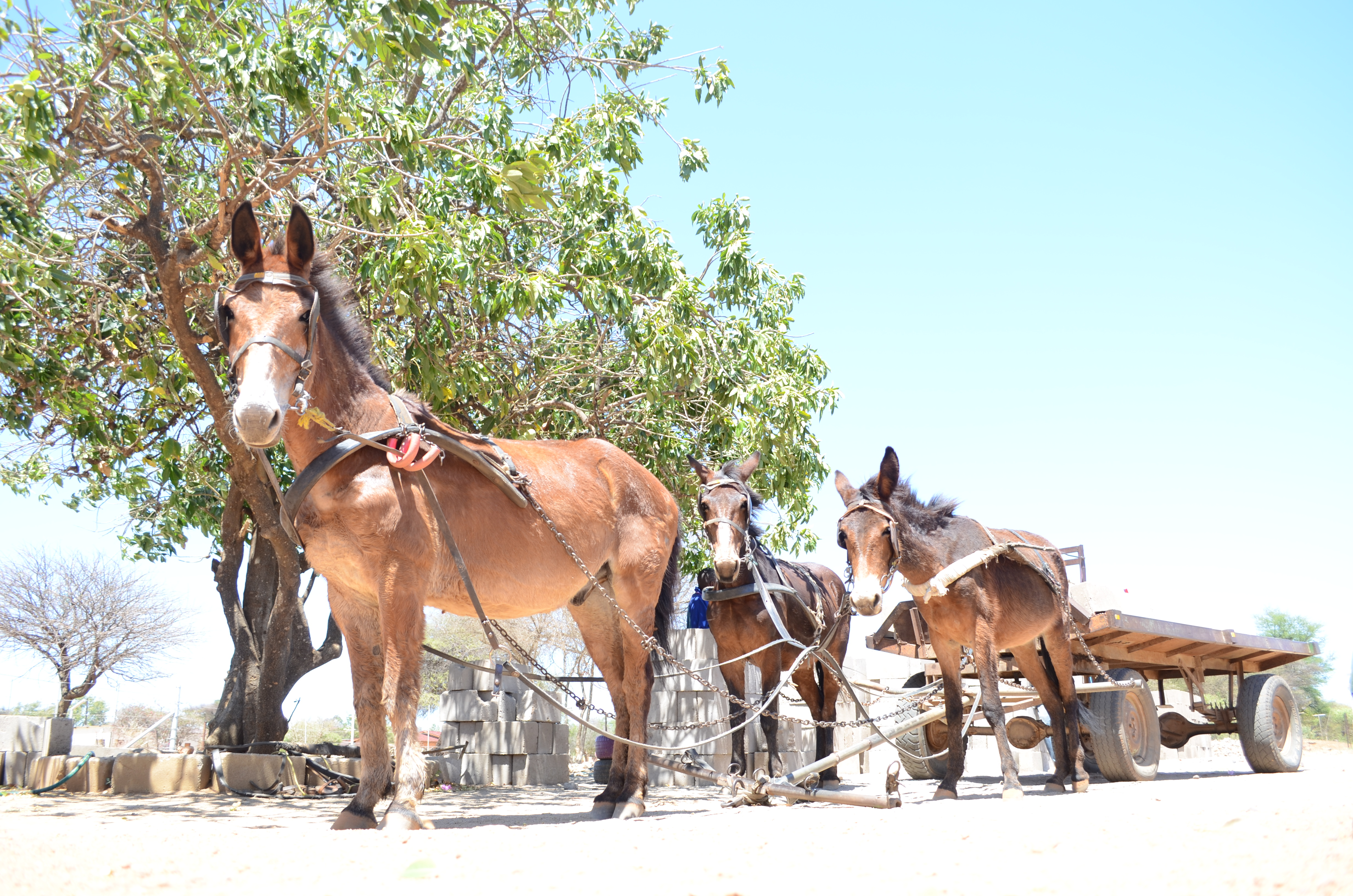
Utilisation pour le transport de briques d'ânes croisés avec des chevaux, jugés plus résistants.

Kanye est une ville située au sud du Botswana. C'est le centre administratif du District du Sud ; ainsi que la capitale de la tribu Bangwaketse, dont le chef est Kgosi Seepapitso IV.
Lors du recensement de 2011, Kanye comptait 47 007 habitants.